# 휴먼 센티피드
《휴먼 센터피드》는 2010년 네덜란드의 영화 감독 톰 식스가 만든 공포 영화이다. 독일의 한 의사가 세 관광객을 납치하고, 그들의 입과 항문을 연결하여 지네를 만든다. 톰 식스는 친구들과 농담하는 과정에서 영감을 얻었으며, 제2차 세계 대전 기간 동안 행해진 나치 독일의 생체 실험을 비판하는 의미도 담고있다고 한다.

## 줄거리
독일을 여행하고 있던 미국인 린지와 제니는 차가 고장나자 길을 잃게 된다. 그러던 중 샴쌍둥이 분리 전문 의사 헤이터의 집을 발견하고, 그 곳에 도움을 요청하러 들어간다. 헤이터는 둘을 도와주는 척하면서 그녀들에게 수면제가 들어있는 물을 내줬고, 둘을 납치감금한다. 그녀가 잠든 사이, 헤이터는 일본인 남성 카츠로를 추가로 납치한다. 이 셋이 깨어나자 헤이터는 자신이 그동안 꿈꿔왔던 계획을 설명하는 데, 그 계획은 인간의 항문과 입을 연결하여, 사람으로 지네를 만든다는 계획이었다. 린지는 이에 경악하며, 탈출을 시도하지만 결국 실패하고 그에 대한 벌로 가장 고통스러운 지네의 중간 부분을 맡게 한다. 수술은 성공적으로 끝났고, 헤이터는 이들에게 기어다니는 훈련등 지네로 살아가는 방법을 훈련시킨다. 그러나 수술 중 발생한 제니의 염증이 악화되면서 패혈증에 걸리게 되고, 제니는 죽어간다.
한편 관광객들이 실종되자, 이를 조사하기 위해 경찰 크란츠와 볼러가 헤이터의 집을 방문하는 데, 헤이터는 경찰들을 죽어가는 제니를 대체할 지네로 이으려고 그들에게 수면제를 먹이려고하나 실패한다. 지네들은 헤이터의 집을 탈출하려고 하나 실패하고, 카츠로는 유리 조각으로 목을 그어 자살하고, 헤이터는 두 형사들과 총격전을 벌이면서 형사들과 사망한다. 제니는 패혈증이 악화되어서 사망하고, 린지가 혼자 저택에서 울부짖으면서 영화는 끝난다.

## 출연

### 주연
- 디에터 레이저
- 애슐리 C. 윌리엄스
- 애슐린 예니
- 키타무라 아키히로

### 조연
- 안드레아스 류폴드
- 피터 브랭큰스타인